# Samuel Irving Newhouse (1927-2017)
Samuel Irving Newhouse, noto anche con lo pseudonimo di S.I. Newhouse (New York, 8 novembre 1927 – New York, 1º ottobre 2017), è stato un imprenditore statunitense, proprietario e fondatore di importanti pubblicazioni come le Edizioni Condé Nast (di cui fanno parte, fra le tante, Vogue, New Yorker e Vanity Fair).
Studiò all'istituto "Horace Mann" di New York. Il padre, Samuel Irving Newhouse senior, fu il fondatore di molte delle riviste che poi furono dirette dal figlio. 
Samuel Junior, di famiglia ebraica, ereditò dal padre buona parte della fortuna di famiglia. Il valore delle sue ricchezze è stato stimato attorno agli otto miliardi e mezzo di dollari americani. Finché rimase in vita fu il magnate dell'editoria più ricco e il trentasettesimo in assoluto negli Stati Uniti. 
L'atto più importante di filantropia di Newhouse è stata la donazione di 15 milioni di dollari alla Università di Syracuse.